# Lodeiro (Lalín)
Lodeiro (oficialmente San Paio de Lodeiro) es una parroquia española del municipio de Lalín, perteneciente a la provincia de Pontevedra, en la comunidad autónoma de Galicia.

## Historia
Hacia mediados del siglo XIX, el lugar, ya por entonces perteneciente a Lalín, tenía contabilizada una población de doscientos habitantes. Aparece descrito en el décimo volumen del Diccionario geográfico-estadístico-histórico de España y sus posesiones de Ultramar de Pascual Madoz con las siguientes palabras:

LODEIRO (San Pelagio): felig. en la prov. de Pontevedra (18 leg.), part. jud. y ayunt. de Lalin (1), dióc. de Lugo (12): sit. al E. de las montañas de Coco y Candán, con libre ventilacion y clima sano. Tiene unas 40 casas distribuidas en las ald. de Carracedo, Castro, Lodeiro, Saborida y San Payo. La igl. parr. (San Pelagio) es aneja de la de San Juan de Villanueva. Confina el térm. N. Sotolongo; E. Doade; S. Lebozán, y O. Villatuje. El terreno participa de monte y llano, y es de buena calidad; hay distintas fuentes de buenas aguas; y en la ald. de Saborida un criadero de galena argentífera que produce un 58 por 100 de plomo y de 2 á 3 onzas plata en quintal de mineral segun los últimos ensayos: fué registrada dicha mina en junio de 1845 por D. Antonio Martinez vecino de Puente Caldelas; y por la misma ald. atraviesa el camino que desde Santiago va á Orense. prod.: trigo, centeno, alguna maiz, frutas, leña y pastos: hay ganado de varias clases; y caza de liebres, conejos y perdices. pobl.: 40 vec., 200 alm. contr. con su ayunt. (V.)
(Madoz, 1847, p. 322)

En 2022, tenía empadronados 46 habitantes.